# Ascaris depressa
Espèce
Synonymes
- Fusaria depressa Zeder, 1800 (protonyme)

Ascaris depressa est une espèce de nématodes de la famille des Ascarididae qui parasite des oiseaux.

## Hôtes
Ascaris depressa parasite des oiseaux comme le Busard des roseaux (Circus aeruginosus), l'Épervier d'Europe (Accipiter nisus), le Pygargue à queue blanche (Haliaeetus albicilla) et le Hibou grand-duc (Bubo bubo).